# Hvang Dzsini
Hvang Dzsini, koreaiul: 황진이 (1506 körül – 1544 körül) az egyik legismertebb és egyik legkedveltebb koreai költőnő, akinek életét számos regény, film és televíziós sorozat örökítette meg, bár hiteles adatok alig maradtak fenn róla. Kiszeng volt, azaz a japán gésákhoz hasonló, irodalomban, zenében, művészetekben jártas hölgy, aki férfiakat szórakoztatott, Mjongvol (명월, „Fényes hold”) néven. Nyolc kínai nyelvű verse maradt fenn, valamint öt neki tulajdonított, koreai nyelvű sidzso. Mindegyik műve szerelmes vers, amelyek a kor hagyományai szerint merésznek minősültek. Szépsége és műveltsége mellett egyéniségét is csodálták, a haladó szellemiségű, önálló döntésekre képes, öntudatos, férfiakkal is versengeni hajlandó nő mintaképe Koreában. Az életéről készült 2007-es filmet észak- és dél-koreai filmesek közösen forgatták és ez volt a második dél-koreai film, amit Észak-Koreában bemutattak.

## Élete
A mai Észak-Koreában található Keszong városában született, ami Csoszon létrejötte előtt Korjo fővárosa volt. Hivatalnokcsaládból származott, pontosan nem tudni, miért lett belőle alacsony rangú kiszeng. Egyes legendák szerint törvénytelen gyermek volt és emiatt kényszerült ilyen „alantas” foglalkozást választani. Egy másik történet szerint volt egy fiatal hódolója, akit nem szeretett viszont, ami miatt a fiú bánatában meghalt, talán öngyilkos lett. A koporsóját Dzsini ablaka alatt vitték el, és csak akkor tudták tovább vinni, amikor a lány ráterítette az ingét. Dzsini a bűntudattól vezérelve választotta a kiszenglétet. Foglalkozása miatt soha nem mehetett férjhez, de rengeteg hódolója volt, akik nem csak szépségéért, hanem intelligenciájáért, költészetéért is rajongtak. Számos legenda kering arról, hogy szépségével és költészetével a legerkölcsösebb férfiúkat is el tudta csábítani, még egy híres buddhista szerzetest is, aki lemondott érte a vallásáról. Egyetlen férfi volt, akit nem sikerült behálóznia, Szo Gjondok (서견덕), kora neves konfucianista tudósa, aki végül tanítványává fogadta a lányt. Dzsini beutazta az országot és közben verseket írt a tájról és az elvesztett szerelem fájdalmáról. Halála előtt utolsó kívánsága az volt, hogy egy út mellé temessék el szülővárosában, később itt fedezte fel sírját egykori szerelme, a költő Im Bekho. A Csoszon-kor legszebb asszonyaként tartották számon.

## Költészete
Kínai nyelvű versei közül nyolc, sidzsokölteményei közül öt maradt fenn, illetve még egy, amit neki tulajdonítanak, de nem biztos, hogy valóban ő írta. A verseket általában énekelték vagy kajagummal adták elő (citerához haslonlító hangszer). Versei érzelmesek, a verstani formához kevésbé dogmatikusan igazodóak, közelebb állnak a köznyelvi beszédhez és kevesebb kínai eredetű szót tartalmaznak, mint ami általában jellemző volt a kor koreai költészetére. Szo Gjongdokhoz írt költeményét az egyik legszebb koreai szerelmes versnek tartják, mely lefordíthatatlan hangulatfestő szavakat is tartalmaz, melyek az utánuk következő igék hangulatát hivatottak fokozni.
동짓달 기나긴 밤을 한 허리를 베어내어 tongdzsittal kinagin pamul han horirul peoneo
춘풍 이불 아래 서리서리 넣었다가 cshunphung ibul are szariszari nohottdaga
어른님 오신 날 밤이어든 구비구비 펴리라 orunnim oszin pamiodun kubigubi phjorira
A leghosszabb téli éjszakát dereka kellős közepén kettévágom,
Tavaszillat takaró alá szariszari beteszem,
Azon a napon, amikor Ő megjön, kubigubi kibontom.
(Osváth Gábor nyersfordítása)

## Hatása

Ha Dzsivon mint Hvang Dzsini

Hvang Dzsini legendás alakját számos regény, film, televíziós sorozat és színpadi mű örökítette meg, de még opera is készült az életéről, amit Akihito japán császár is megtekintett a tokiói premieren. 2002-ben jelent meg az észak-koreai író, Hong Szokcsung (홍석중) Hvang Dzsini című regénye, melyet Dél-Koreában is kiadtak. A regény alapján 2007-ben Csang Junhjon (장윤현) készített filmet Szong Hjegjo főszereplésével. A filmet részben észak-koreai helyszínen, a Gyémánt-hegységben forgatták és Észak-Koreában mutatták be először az alkotást. 2006-ban nagy sikerű televíziós sorozat is készült a költőnőről Ha Dzsivon főszereplésével, melyet Japánban és Tajvanon is vetítettek.

## Magyarul
- Az öt barát éneke. Koreai sidzsoversek; ford., előszó, jegyz. Osváth Gábor; Terebess, Bp., 2002